# Trinity (Texas)
Trinity è una città degli Stati Uniti d'America, situata nello Stato del Texas, nella Contea di Trinity.